# Del Bianco Editore
Del Bianco Editore era una prestigiosa casa editrice italiana, storicamente radicata nella Regione Friuli-Venezia Giulia, ma con diffusione nazionale.
Pubblicava opere che avevano un particolare interesse per i problemi dei territori del Nord Est e dei rapporti con i tormentati confini orientali: dalla storia, alla filologia e linguistica, dalle tradizioni popolari alla filosofia, dall'economia agli argomenti geografia politica, testi scolastici, nautica.
La Casa editrice ha chiuso l'attività nel dicembre 2014.
La promozione, la diffusione e nuova pubblicazione della Collana di testi scolastici di storia della musica Nel Mondo della Musica di E. Buggio è stata rilevata dall'autore stesso.